# 15e cérémonie des prix Génie
La 15e cérémonie des Prix Génie s'est déroulé le 7 décembre 1994 pour récompenser les films sortis dans le courant de l'année.

## Palmarès
Le vainqueur de chaque catégorie est indiqué en gras